# Лаура Феррарезе
Лаура Феррарезе — дослідниця в космічній науці в Національній дослідницькій раді Канади. Її основна робота виконувалася за допомогою даних космічного телескопа Хаббл і телескопа Канада-Франція-Гаваї . 

## Раннє життя і кар'єра
Лаура Феррарезе народилася в Падуї, Італія і навчалася в університеті Падуї, готуючись отримати докторський ступінь в галузі фізики в університеті Джона Хопкінса в 1996 році  Вона була докторантом Хаббла в Каліфорнійському технологічному інституті, перш ніж стати професором в Університеті Рутгерса в 2000 році. У 2004 році вона перейшла до Національної дослідницької ради (Канада), де зараз[коли?] є головним науковим співробітником. У липні 2017 року Феррарезе прийняла 16-місячне призначення на посаду тимчасового директора обсерваторії Джеміні.

## Дослідження
Робота Лаури Феррарезе дала їй можливість очолити проекти, використовуючи такі об'єкти, як космічний телескоп Хаббл і телескоп Канада-Франція-Гаваї. Її робота зосереджена на масах надмасивних чорних дір, дисперсії швидкості зір у галактик, та їх взаємозв'язок. Вона також досліджувала активні ядра галактик, динаміку галактик і співвідношення масштабу, шкалу відстані між галактиками і швидкість розширення Всесвіту. У своїй роботі Феррарезе користувалася даними наземних і космічних обсерваторій, зокрема, космічного телескопа Хаббл (HST), рентгенівської обсерваторії Чандра і телескопа Канада-Франція-Гаваї (CFHT). 
За даними САО / NASA Astrophysics Data System, [відсутнє в джерелі][неавторитетне джерело] вона опублікувала 177 дослідних робіт, які цитовані понад 20 000 разів. Її h-індекс - 66.

## Викладання
Ферраресі викладала в Університеті Вікторії, Університеті Рутгерса, Університеті Падуї та Школі SIGRAV з питань сучасної теорії відносності та гравітаційної фізики.

## Визнання та нагороди
- Медаль діамантового ювілею королеви Єлизавети II (2012)
- Премія Хелен Саєр Хогг (2014)[6]
- Премія Пітера Мартіна (2015)[3]

30 листопада 2000 року Феррарезі показували в телесеріалі Horizon в епізоді під назвою «Надмасивні чорні діри».

## Діяльність у громадських організаціях
Лаура Феррарезе є активним членом Міжнародного астрономічного союзу (МАС), вона бере участь у роботі відділу B — технологій та наукових досліджень, та відділу H — міжзоряної речовини, місцевих галактик та космології. До 2012 року вона була членом комісії VIII (Галактики та Всесвіт), а до 2015 року — членом комісії 28 (Галактики). Вона також є членом Американського астрономічного товариства та Канадського астрономічного товариства. 
У даний час[коли?] Феррарезе є віце-президентом Міжнародного астрономічного союзу і є членом ради директорів телескопа Канада-Франція-Гаваї. З 2012 по 2014 рік вона обіймала посаду президента Канадського астрономічного товариства (CASCA). Феррарезе також працювала в Раді директорів Асоціації університетів для досліджень в галузі астрономії (AURA), а також, серед інших призначень, очолювала Наглядову раду AURA для Gemini (AOC-G).